# Szron

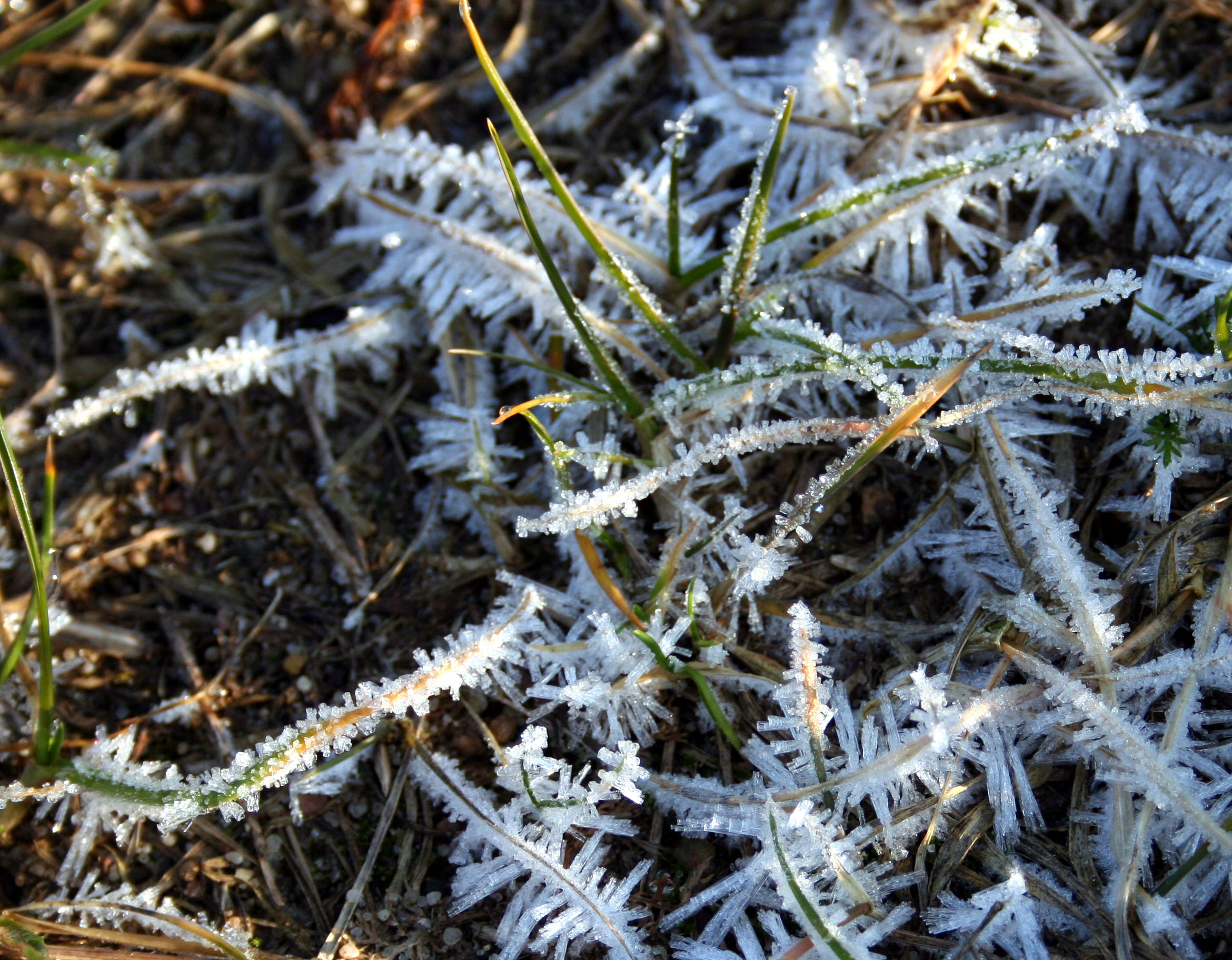
Szron na trawie

Szron – osad atmosferyczny, tworzący drobne lodowe kryształki w postaci igieł, piórek na poziomych powierzchniach.
symbol przewidziany dla szronu.

## Geneza
Szron powstaje w analogicznych warunkach jak rosa, jednak w ujemnych temperaturach w wyniku resublimacji pary wodnej zawartej w atmosferze na powierzchniach poziomych lub lekko skośnych, takich jak grunt, trawa, szyba auta. Podobnie jak w przypadku rosy, wyróżnia się szron właściwy i adwekcyjny. 
Szron nie pojawia się jedynie w okresie letnim w tzw. okresie bezprzymrozkowym. Jest obserwowany najczęściej jesienią i wiosną, w zimie może pojawić się na powierzchni pokrywy śnieżnej.
Wystąpienie szronu w przejściowych porach roku może być wskazówką na temat warunków mikroklimatycznych panujących w danej okolicy. Częste występowanie szronu w danym miejscu może wskazywać na mrozowisko.

## Galeria

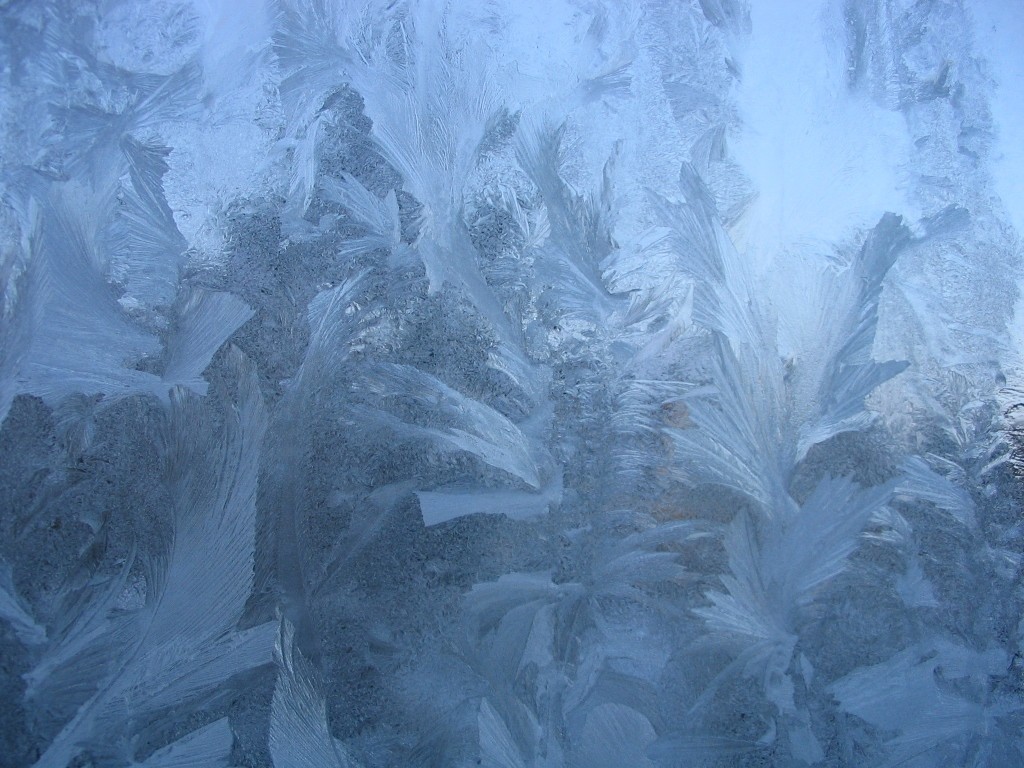
Szron na szybie
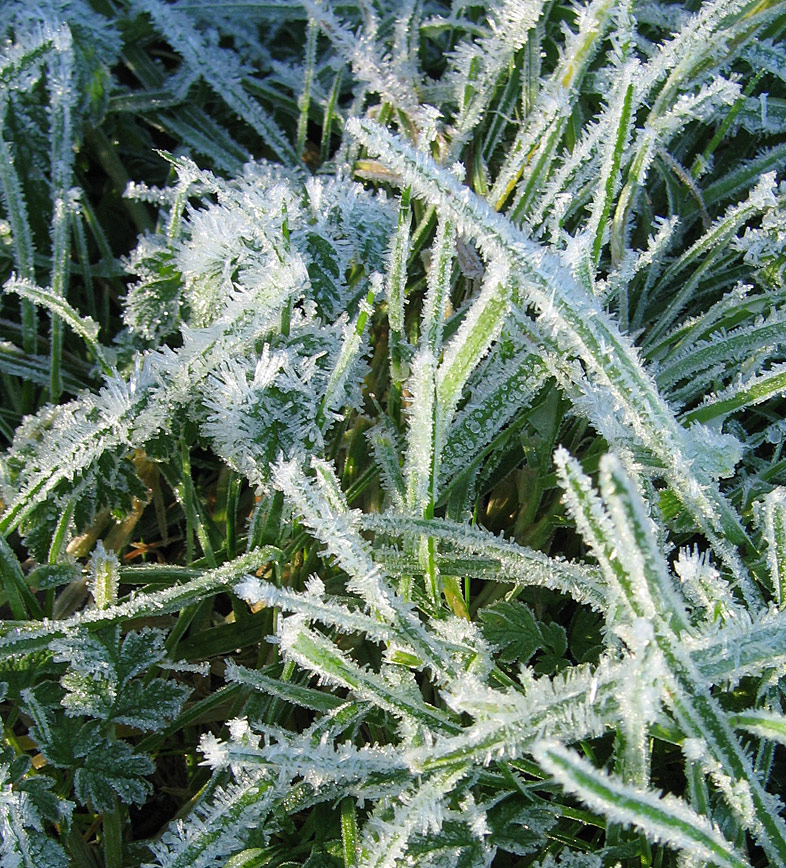
Szron na trawie
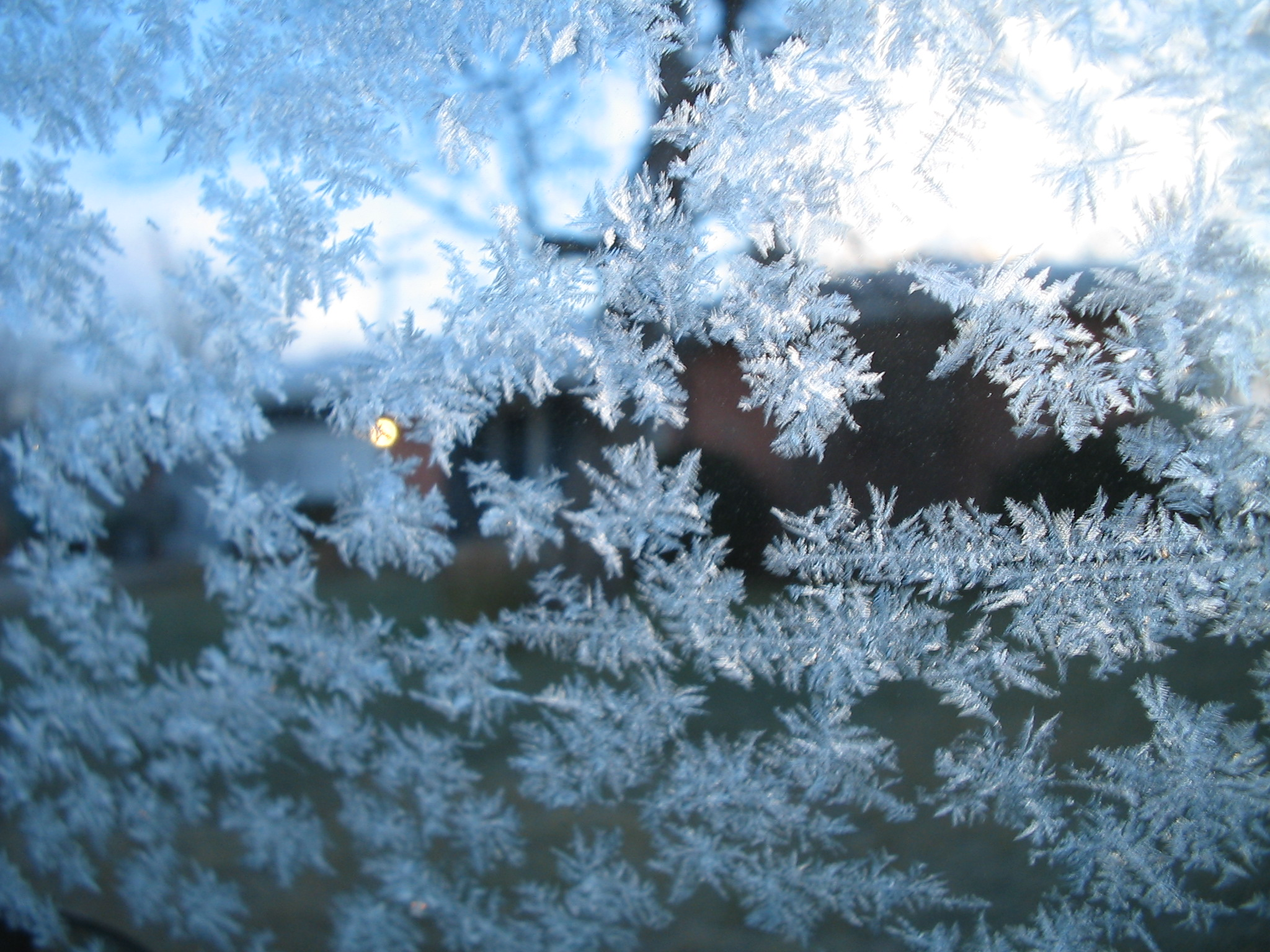
Kwiaty ze szronu na szybie
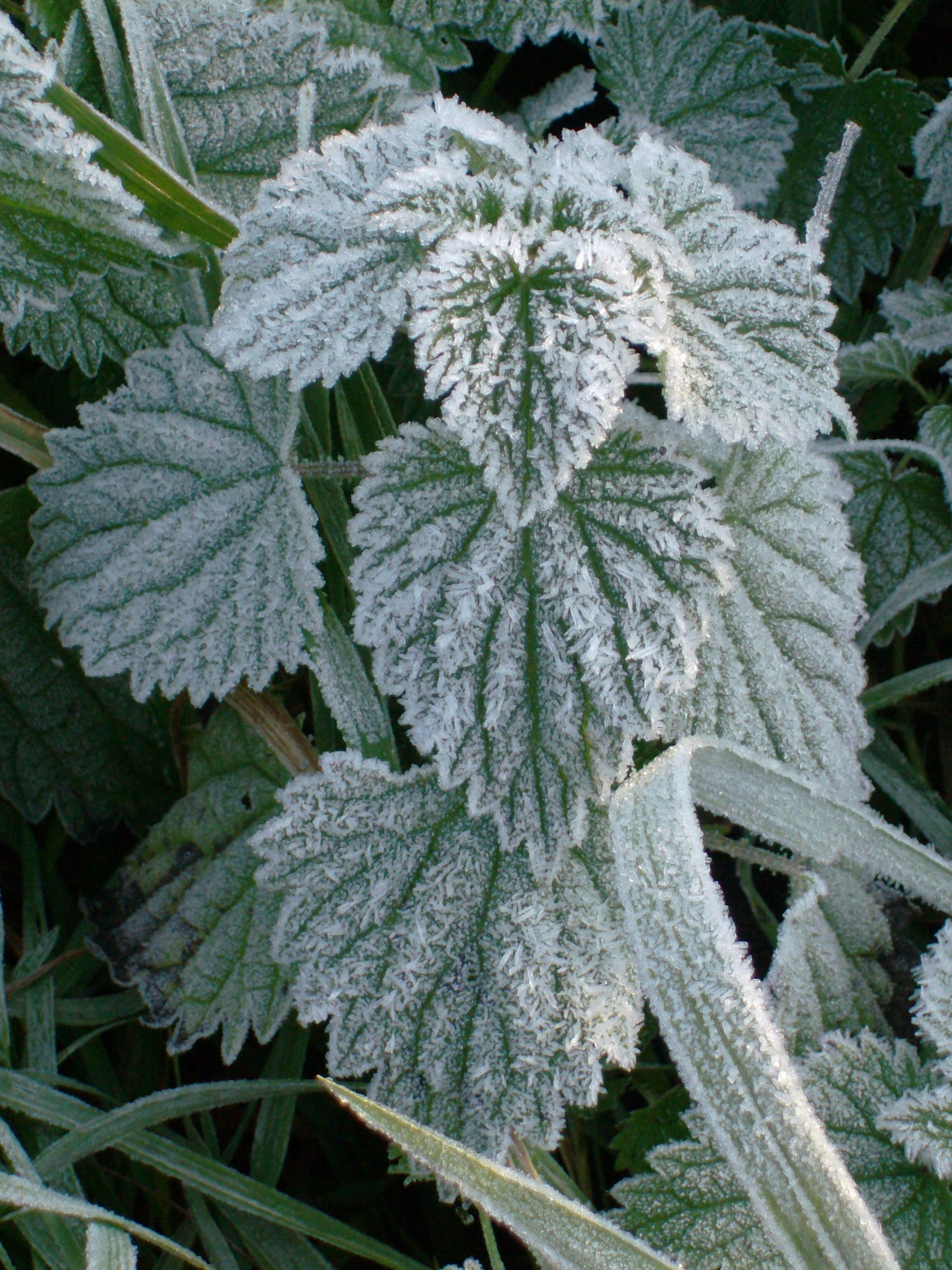
Szron na pokrzywie
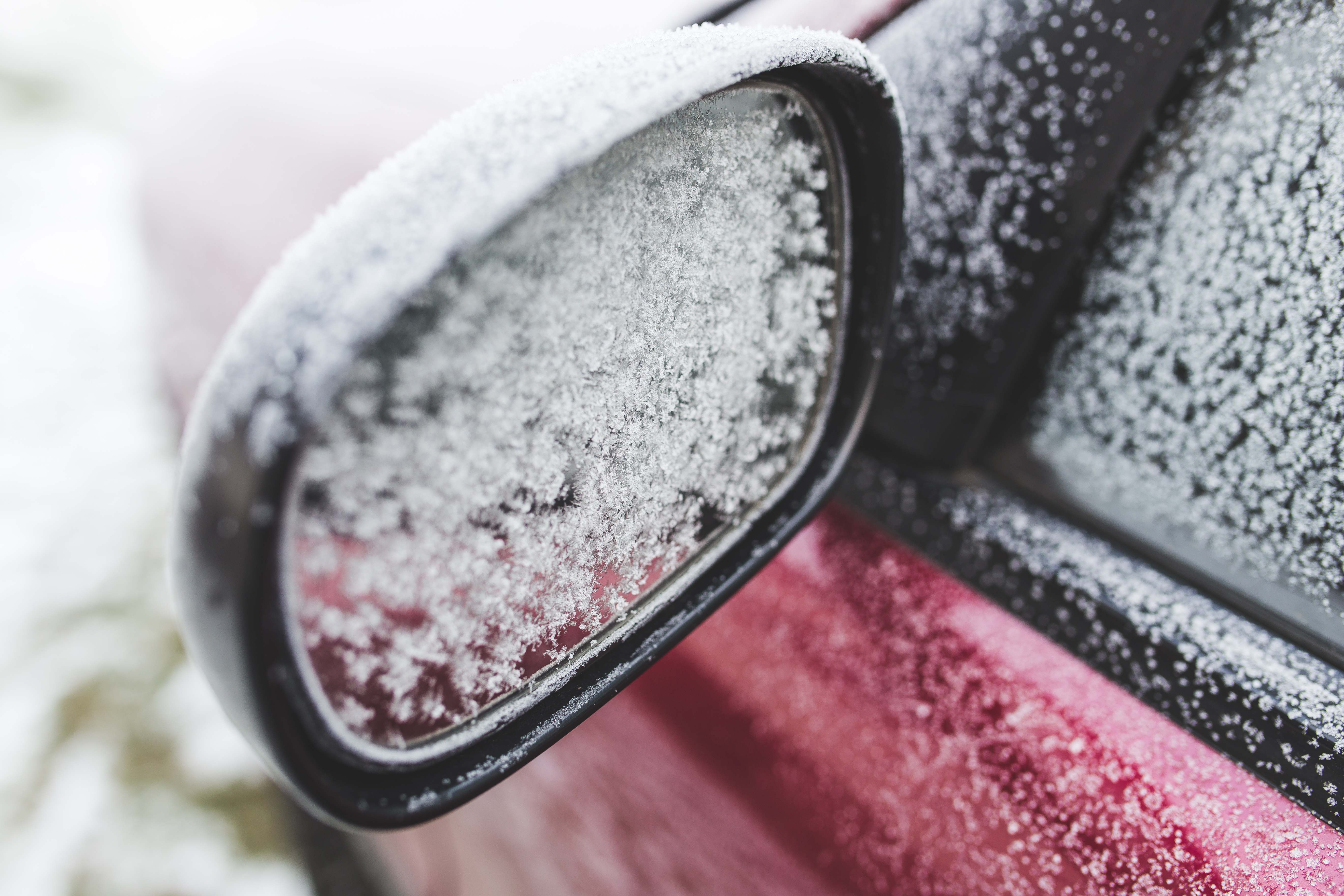
Szron na lusterku samochodowym